# Varaždins läns palats
Varaždins läns palats (kroatiska: Palača Varaždinske županije), även kallat Länspalatset (Županijska palača) är ett palats i Varaždin i Kroatien. Palatset ligger vid Franciskanertorget i centrala Varaždin och hyser länsadministrationen. Den sedan 1974 kulturminnesmärkta byggnaden i  barockstil uppfördes 1769-1770 enligt ritningar av den steierske men lokalt verksamme arkitekten Jakov Erber (Jacobus Erber). Palatsets har sedan uppförandet till- och ombyggts flera gånger. 

## Historik
Under 1700-talets andra hälft genomfördes en administrativ omorganisation i dåvarande kejsardömet Österrike. Den nya organisationen innebar att alla län skulle få en byggnad för att hysa den lokala länsadministrationen. Den 12 oktober 1768 slutfördes de förhandlingar som hållits mellan Varaždins stads- och länsmyndigheter och som handlade om köpet av mark för uppförandet av det nya länspalatset. Kort därefter påbörjades förberedelserna för dess uppförande. På platsen i centrala Varaždin som staden sålt till länet hade den tidigare Varaždinska generalstabens byggnad legat. 
Den 12 augusti 1769 gavs arkitekten Jakov Erber i uppdrag att uppföra länspalatset. Han fick de ursprungliga byggnadsplanerna från Wien och anpassade dem efter rådande lokala omständigheter. De ursprungliga ritningarna undertecknade av kejsarinnan Maria Teresia finns bevarande än idag. Den 27 oktober 1769 fick den lokale mästaren Simon Ignatz Wagner i uppdrag att slutföra palatsets tak. Av dokument från tiden framgår att det den 15 december 1770 ännu kvarstod mindre arbeten med takets färdigställande. 1772 flyttade länsadministrationen in i byggnaden. 
I den förödande branden den 25 april 1776 skadades palatset svårt. Efter branden restaurerades byggnaden omgående. Reparationsarbetena skulle dock komma att fortgå under flera år. 1787 leddes restaureringen av palatsets tak av Johann Michael Taxner och ännu 1798 genomfördes mindre reparationsarbeten av Franciscus Lossert och  Anton Robasz. 1823 tillkom byggnadens östra och fjärde flygel. Flera ombyggnationer av palatset skulle följa och under 1900-talet användes byggnaden för olika ändamål. Efter Kroatiens självständighet från Jugoslavien och återupprättandet av Varaždins län 1993 kom byggnaden att tjäna sitt ursprungliga syfte som säte för länsadministrationen. 2006 genomgick byggnaden en omfattande renovering och återfick då sitt tidigare utseende.